# California Roll (canção)
"California Roll" é uma canção do rapper estadunidense Snoop Dogg com participação de Stevie Wonder e vocais nao creditados de Pharrell Williams. Foi lançada em 5 de maio de 2015 como terceiro single de seu decimo terceiro álbum de estúdio Bush, com o selo das editoras discográficas I Am Other e Columbia Records. A canção foi produzida por Pharrell, juntamente com Chad Hugo, ambos membros da dupla The Neptunes. Williams também participou da composição da faixa, juntamente com os interprete.

## Música e vídeo

### Lançamento
O lançamento do áudio da canção ocorreu em 5 de maio de 2015, na conta do artista na plataforma VEVO. O videoclipe oficial foi lançado na mesma plataforma em 20 de maio de 2015.

### Enredo
O vídeo se passa na Los Angeles de 1946 e é ambientado num cinema da época. Lá, os presentes começam a ver imagens semelhantes as do Egito e os astros embarcam numa viagem sobrevoando a cidade dos anjos. Em algumas cenas Snoop dança alguns passos do C-Walk, e faz a dancinha semelhante a do vídeo de seu single Drop It Like It's Hot, juntamente com o publico do cinema. Alem da participação dos três interpretes, o vídeo conta ainda com a atriz Nia Long. O curta foi dirigido por Warren Fu, e a produção ficou a cargo de Raffi Adlan.

## Performances ao vivo
Snoop e Pharrell performaram a canção no The Voice em 11 de maio de 2015

## Faixas e formatos
| California Roll — Download digital |                                                         |                                  |                   |         |  |
| N.º                                | Título                                                  | Compositor(es)                   | Produtor(s)       | Duração |  |
| 1.                                 | "California Roll" (com a participação de Stevie Wonder) | Calvin Broadus Pharrell Williams | Pharrell Williams | 4:12    |  |

## Desempenho nas paradas
| Paradas (2015)                               | Melhor posição |
| -------------------------------------------- | -------------- |
| Bélgica (Ultratop 50 de Flandres)            | 26             |
| Brasil (Digital Songs)                       | 43             |
| Canadá (Digital Songs)                       | 95             |
| Estados Unidos (Billboard Adult R&B Songs)   | 20             |
| Estados Unidos (Billboard R&B/Hip-Hop Songs) | 49             |
| Estados Unidos (Billboard Hot R&B Songs)     | 15             |
| França (SNEP)                                | 140            |
| México (Billboard Mexico Ingles Airplay)     | 47             |
| Países Baixos (Dutch Single Tip)             | 27             |

## Histórico de lançamento
| País           | Data              | Formato          |
| -------------- | ----------------- | ---------------- |
| Estados Unidos | 5 de maio de 2015 | Download digital |